# Office de radio et télévision des Comores
L'Office de radio et télévision des Comores ou ORTC est la société nationale de radio-télévision publique des Comores. Elle diffuse des programmes de radio et une chaîne de télévision en comorien, en français et en arabe : ORTC-TV.

## Histoire
Le 1er septembre 1960, la Société de radiodiffusion de la France d'outre-mer (SORAFOM) organise la pose de la première pierre de la maison de la Radio à Dzaoudzi, dans le quartier de la Ferme en Petite-Terre sur l'île de Mayotte, dans ce qui est alors le territoire d'outre-mer français de l'Archipel des Comores. Les premières émissions de Radio Comores en phase d'essai ont lieu en février 1961 depuis l'émetteur de Dzaoudzi.
La SORAFOM devient  l'Office de coopération radiophonique (OCORA) en 1962, placé sous le giron de la Radiodiffusion-télévision française (R.T.F.). Par la suite, la station appartient à l'Office de radiodiffusion télévision française (O.R.T.F.) à partir de juin 1964 et quitte la Ferme le 15 octobre 1967, pour implanter ses studios à Moroni, en Grande-Comore. 
À la suite de l'éclatement de l'O.R.T.F. le 31 décembre 1974 et de la création de la nouvelle société nationale de programme France-Régions 3 responsable de toutes les chaînes de radio et de télévision régionales, la station devient FR3-Comores le 6 janvier 1975.
La République fédérale islamique des Comores ayant déclaré son indépendance le 14 décembre 1975, les équipes françaises de FR3 quittent les locaux de la radio à Moroni, qui passe sous direction comorienne et redevient Radio Comores, la radio nationale du pays nouvellement indépendant. Parallèlement, les équipes de FR3 rejoignent Mayotte, qui choisit de rester française, où ils implantent les studios de FR3-Mayotte à Pamandzi.  
Le nouveau siège de la Radio et Télévision des Comores est inauguré le 26 septembre 2002 lors de la remise officielle des clés du nouveau bâtiment aux autorités du pays par l’ambassade de la république populaire de Chine aux Comores qui a construit le bâtiment.
L'ORTC est membre de l'Association des Radios et Télévisions de l’Océan Indien (ARTOI), qui réunit cinq autres diffuseurs territoriaux : MBC (Maurice), ORTM (Madagascar), SBC (Seychelles), Réunion 1re et Mayotte 1re (France)

### Radio
- Radio Comores

### Télévision
- ORTC-TV

Les programmes de la télévision nationale des Comores sont officiellement lancés le 7 avril 2006 et accessibles sur Canalsat et les bouquets de télévision IP en France à partir du 21 septembre 2010 dans le cadre du bouquet africain THEMA.